# پتاسیم یدید
پتاسیم یدید یکی از مشتقات مهم ید در داروسازی و ضدعفونی‌کننده‌ها و صنعت پلیمر می‌باشد. این ترکیب برخلاف یدات پتاسیم به نور مستقیم و رطوبت حساس بوده و غالباً تحت چنین شرایطی به ید مولکولی اکسید می‌گردد و رنگ آن از سفید به زرد کم رنگ تغییر می‌یابد.
کاربردها:
- استفاده در ضدعفونی‌کنندهای انسانی و دامی نظیر گلیسیرین یده
- پایدارکننده حرارتی نایلون ۶ و ۶
- تهیه قرص یدید پتاسیم برای مراکز هسته ای
- کاربردهای آزمایشگاهی در تیتراسیون‌های یدومتری
- در داروسازی جهت ساخت مکمل‌های مولتی ویتامین مینرال و برخی داروهای خلط آور
- درمان برخی عفونت‌های قارچی مانند sporotrichosis

ایمنی:
پتاسیم یدید در شرایط دمایی و فشاری معمولی پایدار است. غلظت بالای آن می‌تواند باعث سوزش پوست و چشم گردد. درصورت آلودگی پوست یا چشم باید به‌طور مکرر و زیاد با آب خنک شستشو داده شود.

شیوه نگهداری و انبارش:
در محیطی خنک و بدور از نور مستقیم آفتاب و گرمای شدید و در ظروف کاملاً پلمب شده نگهداری گردد و از نگهداری هر گونه اسید یا باز قوی و اکسیدکننده قوی مایع در کنار آن جلوگیری شود.